# Imperial (higo)
Imperial es un cultivar de higuera de tipo higo común Ficus carica, unífera es decir con una sola cosecha por temporada, los higos de verano-otoño, de higos de epidermis con color de fondo verde grisáceo, con sobre color ausente, con lenticelas escasas de tamaño pequeño y color grís. Está cultivada en el Camp de Tarragona, y en Tortosa en Cataluña.

## Sinonimia
- „sin sinónimos“,[4][5][6][7]

## Historia
La variedad 'Imperial' es una higuera oriunda de Cataluña, que se está estudiando para la mejora de su cultivo y de sus características en el « Centro Mas Bové » en Tarragona, del IRTA.
La variedad 'Imperial' se describe en el DCVB ("Diccionari català-valencià-balear").
La variedad 'Imperial' es una variedad de maduración muy tardía, llegando a quedarse sin hojas antes de la maduración de la totalidad de los higos. Las lluvias otoñales suelen provocar el agrietamiento del fruto.

## Características
La higuera 'Imperial' es una variedad unífera de tipo higo común. Árbol de tamaño mediano. Las hojas son gruesas y de color verde oscuro. Con hojas de 3 lóbulos que son las mayoritarias, y menos de 5 lóbulos, algunas de 1 solo lóbulo. 'Imperial' es una variedad productiva de un rendimiento bueno de higos de otoño.
Los higos 'Imperial' son frutos globosos, que presentan frutos simétricos, de un tamaño grande con un peso promedio de 35 gramos, de epidermis de color de fondo verde grisáceo, con sobre color ausente, con lenticelas escasas de tamaño pequeño y color grís, pedúnculo muy corto de color verde oscuro, escamas pedunculares verde claro. Presentan grietas longitudinales y reticulares finas. Son de consistencia firme, con pulpa de color rojo, sabor dulce y buenas cualidades organolépticas para su consumo en fresco. Son de un inicio de maduración desde el 8 de septiembre hasta el 14 de noviembre, y de rendimiento alto.

## Cultivo y usos
'Imperial', es una variedad de higo que además de su uso en alimentación humana también se ha cultivado en el Camp de Tarragona tradicionalmente para alimentación del ganado porcino.
Los higos tienen buenas cualidades organolépticas para comerlos como frescos. Higo bueno para hacer mermeladas y como acompañante en diversos guisos y preparados culinarios.